# Dāleq Tappeh
Dāleq Tappeh (persiska: دالق تپّه) är en ort i Iran.   Den ligger i provinsen Nordkhorasan, i den norra delen av landet, 500 km nordost om huvudstaden Teheran. Dāleq Tappeh ligger 414 meter över havet och antalet invånare är 223.
Terrängen runt Dāleq Tappeh är huvudsakligen kuperad. Dāleq Tappeh ligger nere i en dal. Runt Dāleq Tappeh är det ganska glesbefolkat, med 27 invånare per kvadratkilometer. Närmaste större samhälle är Tāzeh Yāb, 5,3 km väster om Dāleq Tappeh. Omgivningarna runt Dāleq Tappeh är i huvudsak ett öppet busklandskap.